# 阿波山川駅
阿波山川駅（あわやまかわえき）は、徳島県吉野川市山川町湯立にある、四国旅客鉄道（JR四国）徳島線の駅である。駅番号はB14。全特急列車が停車する。

## 歴史
- 1900年（明治33年）8月7日：湯立駅（ゆだてえき）として開業[1]。
- 1957年（昭和32年）4月1日：阿波山川駅に改称[1]。
- 1983年（昭和58年）4月1日：自動券売機設置[3]。
- 1985年（昭和60年）2月1日：直営駅から一旦無人駅となる[4][5]。
- 1987年（昭和62年）4月1日：国鉄分割民営化により四国旅客鉄道が承継[1]。
- 1988年（昭和63年）3月11日：簡易委託駅から直営駅となる[6]。
- 2010年（平成22年）10月1日：再び無人化[2][7]。

## 駅構造
阿波池田に向かって右側に単式ホーム1面1線を有する地上駅。木造駅舎を備える。

かつては平日午前中のみ駅員が配置されていたが、2010年10月1日に完全な無人駅となった。自動券売機が設置されている。

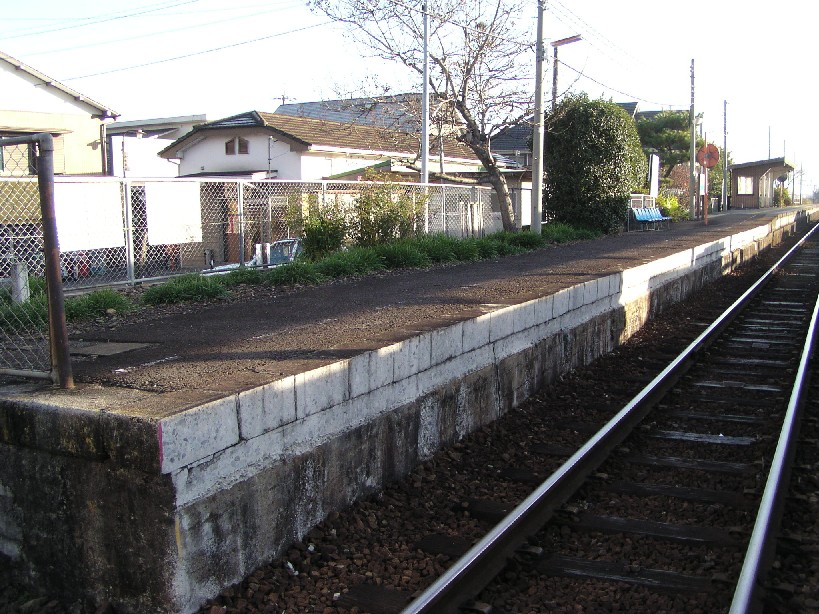
ホーム（2004年12月）

## 利用状況
1日平均乗車人員は下記の通り。
| - 776人（1995年度） - 792人（1996年度） - 718人（1997年度） - 679人（1998年度） - 657人（1999年度） - 608人（2000年度） - 572人（2001年度） - 537人（2002年度） - 512人（2003年度） - 507人（2004年度） | - 599人（2005年度） - 511人（2006年度） - 481人（2007年度） - 484人（2008年度） - 439人（2009年度） - 438人（2010年度） - 430人（2011年度） - 423人（2012年度） - 413人（2013年度） - 381人（2014年度） |

## 駅周辺
- 井田神社
- 醫光寺
- 西福寺
- 潮光寺
- 山川郵便局
- 吉野川市山川庁舎
- 吉野川市立山川図書館
- 吉野川市立山川中学校
- 阿波銀行山川支店
- マルナカ山川店

### バス路線
駅前に「山川駅」停留所があり、吉野川市代替バスの循環線（美郷方面）が発着する。

## 隣の駅
四国旅客鉄道（JR四国）
■徳島線
- 特急「剣山」停車駅

■普通
山瀬駅 (B13) - 阿波山川駅 (B14) - 川田駅 (B15)